# Carl Gustaf 84 mm granatgevär
Carl Gustaf 84 mm granatgevär är ett svenskutvecklat granatgevär i kaliber 8,4 cm avsett för pansarvärn och understöd. Vapnet benämns oftast enkelt "GRG" i Sverige (förkortning för granatgevär) och "Carl Gustaf" med variationer internationellt (till exempel "Charlie G" i Storbritannien), vilket härstammar från Carl Gustafs Stads Gevärsfaktori som ursprungligen tillverkade vapnet.
Som granatgevär är vapnet konstruerat enligt bakblåsprincipen och använder patroner med utblåsbara ventiler för krutgaserna. Detta minskar rekylen och tillåter skott även från stående position, trots den grova kalibern. Vapnet är främst avsett för bekämpning av pansarfordon men har även tillgång till en stor variation av understödsammunition, såsom spränggranater, rökgranater, lysgranater, etc.
Vapnet konstruerades och utvecklades av överstelöjtnant Harald Jentzen tillsammans med ingenjörerna Hugo Abramson och Sigfrid Akselson vid KAFT.

## Varianter
- Carl Gustaf M1 – 1:a modellen. I Sverige betecknad 8,4 cm granatgevär m/48, kort 8,4 cm grg m/48.
- Carl Gustaf M2 – 2:a modellen. Ej brukad i Sverige. Förkortat eldrör.
- Carl Gustaf M3 – 3:e modellen. I Sverige betecknad 8,4 cm granatgevär m/86, kort 8,4 cm grg m/86. Kompositeldrör, viktminskning.
- Carl Gustaf M4 – 4:e modellen. I Sverige betecknad 8,4 cm granatgevär m/18, kort 8,4 cm grg m/18. Nytt eldrör, laseravståndsmätare, viktminskning, programmerbar ammunition.

## Prestanda
Vapnet är, i förhållande till sin vikt, mycket slagkraftigt. Vapnet används flitigt i det svenska försvaret, där de flesta stridande plutoner har en GRG-grupp. Gruppen består vanligast av gruppchef, ställföreträdande gruppchef, 2 skyttar, 2 laddare och en extra ammunitionsbärare. GRG-gruppen delades in i två GRG-omgångar med gruppchef eller ställföreträdare som eldledare och observatör. En GRG-grupp kan bekämpa två skilda mål samtidigt. Vid skjutning uppstår en kraftig tryckvåg och en eldflamma bakom vapnet. Riskavståndet bakom vapnet är i fredstid 70 meter, i krigstid 15 meter. Förutom att ladda vapnet bär laddaren ammunitionen och har som uppgift att kontrollera att ingen befinner sig inom riskområdet bakom vapnet. Laddaren har dessutom uppgiften att eldreglera och skydda skytten med sitt eldhandvapen. Många värnpliktiga är bekanta med GRG-skyttens kommando "Skott kommer!" varvid laddaren, om det är fritt, svarade "Klart bakåt!".

## Export och användning i strid
Vapnet är en stor exportframgång och har sålts till över 40 länder. Carl Gustaf har använts i en mängd krig, bland annat i Indien (vid oroligheter i Ahmedabad 2002) och i strider i Kambodja, Vietnam och Irak. Vapnet tros också användas av rebeller i det syriska inbördeskriget. Trots EU:s vapenembargo användes år 2012 granatgevär m/48 mot befolkningen i Burma, ursprungligen exporterat till Indien. Under Falklandskriget 1982 användes det av brittiska armén för att nedkämpa argentinska befästningar. Det användes även mot korvett ARA Guerrico och hjälpte till att skadeskjuta den.

## Ammunition

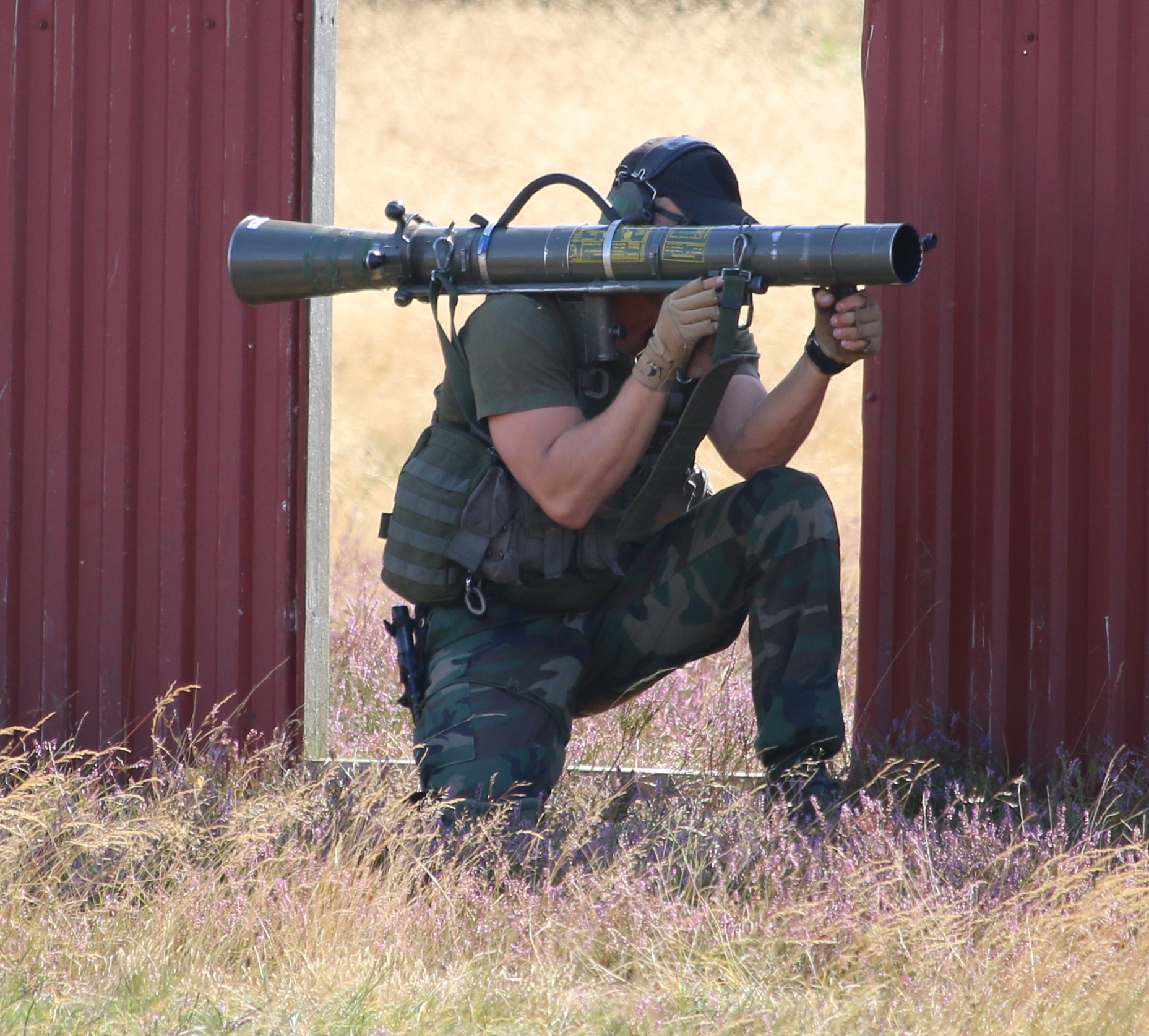
Skytt med granatgevär m/48

Till granatgeväret finns drygt ett tiotal olika sorters ammunition. För utländska brukare av Carl-Gustav har FFV utvecklat granater med en mindre raketmotor, vilket ökar den effektiva skottvidden. Man tog även fram överkalibrig ammunition, men denna serietillverkades aldrig.
I den svenska värnpliktsarmén användes fyra typer av granater som transporteras i behållare vilka i dagligt tal ofta kallas "bumpor".
- Spårljuspansarspränggranat (slpsgr) m/52, m/66 och m/75
- Spränggranat (sgr) m/58, m/86 och m/00
- Rökgranat (rökgr) m/68, m/73 och m/81
- Lysgranat (lysgr) m/82

Spårljuspansarspränggranater är avsedda att bekämpa pansrade mål och försedda med riktad sprängverkan och spårljus. Spränggranater är avsedda att bekämpa trupp och opansrade fordon, spränggranaten är försedd med ett splitterhölje av stålkulor och har ett tändrör som kan temperas, dvs. ställas in för att detonera på ett visst avstånd för luftbrisad. Rökgranaten är avsedd för att lägga rök och är laddad med rökmassa. Lysgranaten är avsedd för att lysa upp stridsområdet i mörker.
Granaten stabiliseras i projektilbanan genom att den sätts i rotation med hjälp av räfflorna i eldröret (gyroskop-effekten). Skillnaden mellan Grg m/48B och m/48C är räffelstigningen (m/48B har likformig medan m/48C har tilltagande räffling). Eftersom en RSV-laddnings effekt försämras av att projektilen roterar har spårljuspansarspränggranat till grg en slirande gördel som gör att granaten inte roterar. Granaten stabiliseras istället i banan av ett styrrör (slpsgr m/66 och m/75) i granatens bakkropp. Nyare granattyper, som FFV502 HEDP och FFV551 HEAT, har utfällbara fenor i granatkroppens bakre ände.

## 8,4 cm granatgevär m/86
8,4 cm granatgevär m/86, kort 8,4 cm grg m/86, är den svenska versionen av Carl Gustaf M3. Denna har huvudsakligen försetts med ett modernare eldrör byggt av kompositmaterial, vilket gör den flera kilo lättare, endast 9,5 kg. Eldröret har ett kärnrör av stål, vilket sedan lindats med kolfiber och klätts med plast. Detta gör den mer ömtålig än de tidigare M1 och M2 modellerna, då den är byggd av ett lättare material än sina föregångare som är byggda av stål. Utseendemässigt skiljer det sig från m/48 i det att m/86 har ett bärhandtag på ovansidan.
Vapnet och dess verktygs och tillbehörsväskor levereras och förrådsförvaras i en stor trälåda som med vapen väger 36 kg.  Lådan tas endast med i fält om enheten har egna fordon där lådan kan lämnas kvar. I fält bärs vapnet oftast på ryggen i sin egen bärrem, i bärhandtaget eller i gående färdigställning med personligt eldhandvapen då på ryggen beroende på nivå av förväntat pansarhot. Typen används av specialtrupper, oftast jägare, då man måste ta sig snabbt genom terrängen.

## Användare
(ej komplett lista)
- Burma
- Indien
- Kambodja
- Kanada
- Norge
- Sri Lanka
- Storbritannien
- Sverige
- Ukraina
- USA
- Vietnam

## Krig
(ej komplett lista)
- Kongokrisen
- Vietnamkriget
- Falklandskriget
- Kuwaitkriget
- Irakkriget
- Rysslands invasion av Ukraina 2022